# Jaroslav Chmelař
Jaroslav Chmelař (* 27. dubna 1957) je český politik, od roku 2010 místostarosta města Holešov na Kroměřížsku, člen ČSSD.

## Život
Pracoval jako vrchní mistr, respektive vedoucí provozního střediska energetiky. Od března 2013 je členem dozorčí rady akciové společnosti Industry Servis ZK, která má na starost přípravu a následnou správu Strategické průmyslové zóny Holešov.
Jaroslav Chmelař žije v Holešově na Kroměřížsku.

## Politické působení
Do komunální politiky vstoupil, když byl v komunálních volbách v roce 2006 zvolen za ČSSD zastupitelem města Holešova na Kroměřížsku. Ve volbách v roce 2010 svůj mandát obhájil a na začátku listopadu 2010 se pak stal místostarostou města. Ve volbách v roce 2014, v nichž byl lídrem kandidátky ČSSD, opět obhájil mandát zastupitele a v listopadu 2014 i post místostarosty (navíc byl také určen jako zástupce starosty města v době jeho nepřítomnosti).
V krajských volbách v roce 2004 kandidoval za ČSSD do Zastupitelstva Zlínského kraje, ale neuspěl. Nepodařilo se mu to ani ve volbách v roce 2008, ani v letech 2012 a 2016.
Ve volbách do Senátu PČR v roce 2016 kandidoval za ČSSD v obvodu č. 76 – Kroměříž. Se ziskem 11,76 % hlasů skončil na 5. místě a do druhého kola nepostoupil.